# كيفن لاكروا
كيفن لاكروا هو مهندس كندي، ولد في 14 مارس 1989 في سانت أوستاش في كندا.